# 紀元前511年
紀元前511年（きげんぜん511ねん）は、ローマ暦の年である。
紀元前1世紀の共和政ローマ末期以降の古代ローマにおいては、ローマ建国紀元243年として知られていた。紀年法として西暦（キリスト紀元）がヨーロッパで広く普及した中世時代初期以降、この年は紀元前511年と表記されるのが一般的となった。

## 他の紀年法
- 干支 : 庚寅
- 日本
  - 皇紀150年
  - 安寧天皇38年
- 中国
  - 周 - 敬王9年
  - 魯 - 昭公31年
  - 斉 - 景公37年
  - 晋 - 定公元年
  - 秦 - 哀公26年
  - 楚 - 昭王5年
  - 宋 - 景公6年
  - 衛 - 霊公24年
  - 陳 - 恵公23年
  - 蔡 - 昭侯8年
  - 曹 - 声公4年
  - 鄭 - 献公3年
  - 燕 - 平公13年
  - 呉 - 闔閭4年
- 朝鮮
  - 檀紀1823年
- ベトナム :
- 仏滅紀元 : 34年
- ユダヤ暦 : 3250年 - 3251年

## できごと

### 中国
- 魯の季孫意如が晋の智躒と適歴で会合した。
- 呉軍が楚に侵入し、夷を攻め、灊や六を侵した。楚の沈尹戌が軍を率いて灊を救援すると、呉軍は撤退した。楚軍は灊の住民を南岡に移して引き揚げた。呉軍が弦を包囲すると、楚の左司馬の沈尹戌と右司馬の稽は軍を率いて弦の救援に向かった。楚軍が豫章に達すると、呉軍は撤退した。

## 死去
- 献公 - 春秋時代の薛の君主